# Körperfühlsphäre
Körperfühlsphäre ist ein oft synonym mit „somatosensorischer Cortex“ verwendeter Begriff in der Hirnforschung. Er wird jedoch meist angewandt auf die Koordination und Verarbeitung sensorischer Reize in den benachbarten Assoziationszentren („sensiblen Rindenfeldern“). Hierbei sind nicht nur haptische Sinnesmodalitäten wie beim somatosensorischen Cortex wichtig, vielmehr bezieht sich die Körperfühlsphäre als neurophysiologisch und neuropsychologisch umschriebener Terminus auch auf die bewusste Wahrnehmung und das Erleben weiterer sensorischer Reize, insbesondere optischer Empfindungen. Außer den primären Rindenzentren spielen hierbei vor allem die sekundären und tertiären sensorischen Hirnzentren des Cortex eine Rolle, siehe dazu die Erläuterung dieser Begriffe anhand der Wahrnehmungstheorie und speziell des Sehvermögens. Die Körperfühlsphäre stellt in der Psychiatrie auch die anatomische Grundlage vielfältiger Zönästhesien dar.

## Beteiligte Gehirnstrukturen
- Der Gyrus postcentralis als primäres somatotopisch gegliedertes Sinneszentrum des somatosensorischen Cortex, ein sogenanntes Projektionszentrum, ermöglicht die am Körperschema lokalisierte Wahrnehmung haptischer Reize. Am Gyrus postcentralis ist der sensorische Homunculus ausgebildet.
- Lobulus parietalis superior als Assoziationsfeld
- Lobulus paracentralis als weiteres Assoziationsfeld

Als Brodmann-Areale werden die Areae 1–3 und 5 angegeben.

## Optische Agnosien
Broser beschrieb eine optische Agnosie, die sich auf das Erkennen räumlich zusammengesetzter Gegenstände bezieht und infolgedessen auch zu apraktischen Störungen beim Zusammensetzen solcher Objekte führt. Desgleichen ist die räumliche Vorstellung vor allem beim symbolischen räumlichen Vorstellungsvermögen, etwa dem Umgang mit Landkarten gestört, Entfernungen können nicht abgeschätzt werden. Er nannte diese Störung geometrisch-optische oder räumlich-optische Agnosie. Hierfür konnte nicht allein der Okzipitallappen verantwortlich sein, sondern nur eine auf die Körperfühlsphäre übergreifende Schädigung.

## Zönästhesien
Es wird ein Zusammenhang zwischen Zönästhesien und der Körperfühlsphäre beschrieben, der auch die Ausbildung des Körperschemas mit einbezieht. Die Körperfühlsphäre wird auch als „psychästhetisches Zentrum“ bezeichnet. Der Begriff der Psychästhetik wurde von Wilhelm Salber geprägt.